# Saber Tiger
Saber Tiger (サーベル・タイガー, Saberu Taiga), é uma banda japonesa de heavy metal formada no ano de 1981 em Sapporo, Hokkaido.
A banda foi formada pelo guitarrista Akihito Kinoshita, após sua saída da banda Hard Shock ao qual participava, em uma casa de shows em Sapporo. O som da banda possui um rico lirismo melódico, incorporando a mudança de ritmos que vão do heavy metal ao power metal, e que estabelecem um mundo sonoro próprio, que é apoiado pela alta capacidade de performance. Em dezembro de 2009, a banda passou a consistir nos guitarristas Akihito Kinoshita e Yasuharu Tanaka, no vocalista Takenori Shimoyama, no baixista Takanobu Kimoto e no baterista Yasuhiro Mizuno.
A banda já lançou, até o momento, dez álbuns de estúdio, cinco coletâneas, um álbum ao vivo, quatro EPs, dois singles, quatorze álbuns demos e dois videoclipes. O álbum "Decisive", lançado em 3 de agosto de 2011, foi álbum de maior divulgação da banda, alcançando a sexagésima quarta posição na Oricon charts.

## História

### Primeiro anos

Akihito Kinoshita, líder e guitarrista da banda, único membro original da banda, desde do seu surgimento em 1981

Em 1980, Akihito Kinoshita tocava em uma casa de shows em Sapporo, que tempos depois, levaria ao surgimento da banda "Hard Shock". Sua formação consistia em Kanba nos vocais e baixo, Kinoshita e Abe nas guitarras, e Kataoka na bateria. Nessa mesma época, Masahiro Imai (vocais e baixo), Aimo (guitarra) e Koji Imai (bateria), tinham alguma participação em shows da casa. Um ano depois, Kinoshita e os irmãos Imai saem do grupo, e formam uma nova banda chamada "Saber Tiger", ao qual Kinoshita sugeriu, de início, ter como base a sonoridade da banda de heavy metal britânica Motörhead.
Em 1982, Koji Imai sai da banda, e Shinichi Shirai (ex-Superstition) entra em seu lugar. Entra Fumiaki Sato no baixo e Masahiro Imai torna-se vocalista em tempo integral da banda. Em 1983, é lançado seu primeiro álbum (demo), "Saber Tiger I", e Imai anuncia que irá sair, então, o grupo decide terminar a banda. Mas, antes que isso ocorresse seria feito um show ao vivo e o segundo álbum demo "Final Concert", gravado no Sapporo Education and Culture Hall, em 25 de março, como uma espécie de despedida da banda antes de seu término. Na prática, Kinoshita ainda possuía um trabalho parcial no estúdio, estando dentro e fora dele, Kinoshita conhece Takayuki Takizawa (vocais  e baixo), e com a introdução do baterista Masafumi Minato, a banda Saber Tiger reuni-se novamente, um mês após sua dissolução.
Em 1984, entra Hidetoshi Takeda, como mais um guitarrista, e eles lançam o demo "Saber Tiger II", mas Takeda sai do grupo logo em seguida. Shinichi retorna, e entra Akira Mogi no baixo em tempo integral. Logo depois saem Takizawa, Takeda e Shirai, Minato retorna e Hiroyuki Yamaguchi torna-se vocalista da banda. Minato sai novamente, e entra no seu lugar Hiroyuki Sugano na bateria. Com essa formação eles lançam os dois demos: "Saber Tiger III" e "Saber Tiger IV: Maboroshi & Tusk", em 1985. Sai Mogi, e entra Kanba, como baixista de apoio, Takizawa retorna e fica no baixo. Yamaguchi sai, e Takizawa volta a ser vocalista e baixista. Entra Yasuo Sasai nos vocais, que sai logo em seguida.
Em janeiro de 1986, a banda fez pela primeira vez uma gravação em um estúdio, lançando em 21 de abril o EP "Rise" e em junho o demo "Saber Tiger V". Sugano deixa a banda por motivo de saúde, e banda usa em seu lugar bateristas auxiliares, e Minato em participações periódicas, como apoio. Em outubro, a banda faz uma única gravação apenas com Takizawa, Kinoshita e Minato. Entre os dias 25 e 26, eles fazem a turnê Kanto. Em dezembro Takizawa e Mianto saem da banda, tempos depois deles tocarem, no dia 22, na Sapporo Messe Hall".
Em janeiro de 1987, retorna Sasai nos vocais, e o baixista Yuichi Hayase e o baterista Yuichi Sugiyama, juntam-e ao grupo. Em 25 de fevereiro,a banda lança o EP "Crush & Dush". Que é seguida, após outra apresentação, em 21 de julho, no "Sapporo Messe Hall, e por uma turnê denominada "Fes Raiders Tour", de 26 de julho a 23 de agosto, nessa mesma época, saem Sasai e Hayase, e entra nos vocais Youichi Koizumi e no baixo Tomohiro Sanpei. Em 6 de setembro a banda participa do evento Metal Warriors. Koizumi deixa a banda. Hiroyuki Yamaguchi retorna.
Em 29 de abril de 1988 a banda lança seu oitavo álbum demo "Saber Tiger VI" e em seguida o nono demo, "Saber Tiger VII", em 6 de junho, que foi acompanhada depois da turnê "5981 Tour", de 3 de julho a 4 de setembro do mesmo ano. Em fevereiro do ano seguinte a banda começa a gravação de álbum que se chamaria "Again. Em 21 de abril, é lançado o demo "Live Li-Hood". Depois, o grupo faz uma apresentação (Live Li-Hood Live), em 28 de maio, na Sapporo Messe Hall. Mas, Sanpei deixa a banda, e Takashi Yamazumi junta-se a banda. O álbum é deixado para trás, e seu material é arquivado. Yamaguchi sai, entra Toru Watanabe nos vocais.
Em 25 de abril de 1990, é lançado o demo "Saber Tiger VIII", e a banda faz apresentações em casas de show de 17 de junho a 07 de outubro, e nesse mesmo mês sai Sugiyama, e juntam-se a banda o guitarrista Yasuharu Tanaka e o baterista Nobuyuki Kodera. Em 11 de novembro, a banda particpa do evento "Hard Shock '90". Em janeiro de 1991, saem Watanbe e Kodera, e entram Yoko Kubota nos vocais, e Akihiro Iiyama na bateria. E em 1º de maio é lançada a coletânea "Paragraph". A banda faz então apresentações ao vivo no evento "Return of Tusk", entre 21 de julho a 14 de setembro. Participando de outras eventos até dezembro, onde o grupo inicia gravação de um álbum.

#### Invasion(1992)
Em 21 de abril de 1992, a banda lança seu primeiro álbum de estúdio, com o nome "Invasion", que é seguida por uma turnê a "Saber Tiger Invasion Tour", que foi de 18 de abril a 4 de maio. A banda se apresenta em vários shows durante esse período, indo de 17 de maio de 1992 a 5 de setembro do ano seguinte. Quando em outubro Iyama decide sair, e entra Yoshio Isoda na bateria. E em dezembro, ocorre a inauguração do fã clube oficial da banda, o "Saber Tiger's Freaks".

#### Agitation(1994)
Em 2 de abril a banda participa do "Dosokai - Old Boys Live Party", e no dia 23 lançam sua segunda coletânea "Paragraph 2". Em 22 de maio a banda se apresenta no "Sapporo Messe Hall", e iniciam nesse mesmo mês a gravação de seu próximo álbum. Em 25 de agosto é lançado o segundo álbum da banda "Agitation", os álbuns são lançados pelo selo da Far East Music Products. De 27 de agosto a 16 de outubro e banda sai em turnê, na Agitation Tour '94 e de 9 de abril a 30 de abril de 1995, fazem a turnê Saber Tiger Tour '95. A banda se apresenta em inúmeros eventos, que vão de 28 de maio a 23 de dezembro, sendo que naquele mês Kinoshita sofre um acidente de carro, que faz o grupo dar uma parada. No ano seguinte, por diferenças de musicalidade Kinoshita pede ao grupo par dar um tempo. Até que finalmente, todos os membros, acabam por sair do Saber Tiger, menos Kinoshita que ainda estava de licença pelo acidente. Restando a ele dar continuidade sozinho, a banda.

#### Project One(1997)
Em 1997, o álbum Project One, lançado em 5 de fevereiro, empurrou a banda para a frente da cena do metal japonês florescente. O álbum é, essencialmente, um álbum solo de Kinoshita, com famosos músicos convidados;. Vocalista Ron Keel (ex-Steeler e Keel), o baixista Naoto Shibata (Anthem), e o baterista Hirotsugu Honma (ex-Ezo e Loudness).
A banda, em seguida, passou a gravar e lançar três álbuns de sucesso (assim como alguns outros), enquanto oficialmente foi reformada com Takenori Shimoyama nos vocais, Tomohiro sanpei no baixo, e Yoshio Isoda na bateria.
Trabalhando juntos, eles produziram mais dois álbuns,Paragraph 3 e Brain Drain. Em 2001, o Saber Tiger fez seu primeiro lançamento em sua nova gravadora VAP, nomeando, simplesmente, o álbum de Saber Tiger. Com a VAP eles continuariam lançando F.U.S.E. , The History of the New World -凶獣伝説-, e o single "Eternal Loop". Os álbuns Paragraph 3 e The History of the New World -凶獣伝説- tiveram suas músicas de assinatura regravadas em coletâneas, com uma nova formação da banda e com um som mais pesado e orientado. Eles também lançaram um álbum ao vivo chamado Live 2002 Nostalgia, em CD e DVD.
Em 2002, devido a diferentes ideias e objetivos musicais, Shimoyama deixou a banda para seguir suas próprias ambições na cena heavy metal. Ele formou a banda Double Dealer, com Norifumi Shima. Eles assinaram um contrato de gravação a nível europeu com a NTS/Limb Music, viajando pela Europa em uma turnê com o Symphony X.
Depois da partida de Shimoyama, a banda continuou a escrever e gravar novas músicas, produzindo o álbum Indignation em 2005, com o vocalista Katsuto Suzuki.
Em 2010, o Saber Tiger anunciou o reencontro com os ex-membros Takenori Shimoyama (vocal), Yasuharu "Machine" Tanaka (guitarra) e Tomohiro Sampei (baixo), e com Yasuhiro Mizuno como seu novo baterista. Eventualmente, Takanobu Kimoto (ex-Double Dealer e Concerto Moon) substituiu Sampei no baixo. Eles começaram a trabalhar em um novo álbum, em um estúdio da sua cidade natal de Sapporo. O álbum Decisive foi lançado em 3 de agosto de 2011, e foi seguido por uma turnê.

## Estilo musical
A banda no seu início, desenvolveu uma sonoridade, semelhante aquela, das bandas britânicas de heavy metal, como a banda Motörhead,  e suas músicas eram todas cantadas em inglês.

## Membros

### Atuais
- Akihito Kinoshita (木下昭仁, Kinoshita Akihito) - guitarra, líder (1981-presente; ex-Hard Shock)[12]
- Yasuharu "Machine" Tanaka (田中 康治, Tanaka Yasuharu) - guitarra  (1990-1996, 2010-presente; ex-Bat Sea)[12]
- Takenori Shimoyama (下山 武徳, Shimoiyama Takenori) - vocais (1997-2002, 2010-presente; ex-Androgenus, Mold Rust e Diall)[12]
- Takanobu Kimoto (木本 高伸, Kimoto Takanobu) - baixo (2011-presente; ex-Precious, Concerto Moon e Double Dealer)[12]
- Yasuhiro Mizuno (水野 泰宏, Mizuno Yasuhiro) - bateria (2010-presente)[12]

### Antigos Membros
- Masahiro Imai (今井理浩, Imai Masahiro) - vocais e baixo (1981-1983; ex-Aimo, depois Screw Driver)[3]
- Koji Imai (今井浩二, Imai Koji) - bateria (ex-Aimo, depois Screw Driver)
- Fumiaki Sato (佐藤文昭, Sato Fumiaki) - baixo
- Shinichi Shirai (白井進一, Shirai Shinichi) - bateria (ex-Superstition)
- Takayuki Takizawa (滝沢貴幸, Takizawa Takayuki) - vocais e baixo (depois Red)
- Hidetoshi Takeda (武田秀敏, Takeda Hitedoshi) - guitarra (ex-Leo, depois Red)
- Masafumi Minato (湊雅史, Minato Masafumi) - bateria (depois Red, T.N.T, Dead End, Rael, 60/40, Optical 8, Fore, 13oz, A)
- Hiroyuki Yamaguchi (山口洋徹, Yamaguchi Hiroyuki) - vocais (ex-Shrieve)
- Akira Mogi (茂木憲, Mogi Akira) - baixo (ex-Dusty Stardust)
- Hiroyuki Sugano (菅野浩幸, Sugano Hiroyuki) - bateria (ex-Shrieve)
- Yasuo Sasai (佐々井康雄, Sasai Yasuo) - vocais (depois Shy Blue e Ark Strom)
- Yuichi Hayase (早勢祐一, Hayase Yuichi) - baixo (depois Crossroad by Bon Jovi Memorial Band)
- Yuichi Sugiyama (杉山雄一, Sugiyama Yuichi) - bateria (ex-Providence, depois Red)
- Youichi Koizumi (小泉陽一, Koizumi Youichi) - vocais
- Tomohiro Sanpei (三瓶朋大, Sanpei Tomohiro) - baixo
- Takashi Yamazumi (山住隆, Yamazumi Takashi) - baixo
- Toru Watanabe (渡辺徹, Watanabe Toru) - vocais (ex-Cain Abell, Victimizer, depois Hard Gear)
- Nobuyuki Kodera (小寺伸幸, Kodera Noboyuki) - bateria (ex-Eliza)
- Yoko Kubota (久保田陽子, Kubota Yoko) - vocais (ex-Fast Draw, Providence)
- Akihiro Iiyama (飯山明寛, Iiyama Akihiro) - bateria (depois Baldez)
- Yoshio Isoda (礒田良雄, Isoda Yoshio) - bateria (ex-Hard Gear, depois Sixride, Double Dealer)
- Satoru Takeuchi (竹内聡, Takeuchi Satoru) - baixo (ex-Dial, Hard Gear, depois Sixride)
- Masato Suzuki (鈴木勝人, Suzuki Masato) - vocais
- Hideaki Yumita (弓田秀明, Yumita Hideaki) - bateria (depois Light Bringer)
- Masayuki Suzuki (鈴木政行, Suzuki Masayuki) - bateria (ex-Negarobo, Hard Gear, Galatea, depois Loudness)
- Sakebi (叫) - vocais (ex-Dial, Hakenkreuz e Grudge/Curse)

### Músicos de apoio (em gravações)
- Ron Keel - vocais (ex-Steeler, Keel, Fair Game, depois K2 e Iron Horse)[9]
- Naoto Shibata (柴田直人, Shibata Naoto) - baixo (atualmente no Anthem)[9]
- Hirotsugu Homma (本間大嗣, Homma Hirotsugu) - bateria (atualmente no Anthem)[9]

### Transições
| Fase(s) | Período | Vocais                       | Guitarra          | Guitarra         | Baixo                 | Bateria                 | Trabalhos publicados e observações                                                                                               |
| 1       | 1981,1  | Masahiro Imai (c/ baixo)     | Akihito Kinoshita | —                | —                     | Koji Imai               | |
| 2       | 1982    | Masahiro Imai (c/ baixo)     | Akihito Kinoshita | —                | —                     | Shinichi Shirai         | |
| 3       | —       | Masahiro Imai                | Akihito Kinoshita | —                | Fumiaki Sato          | Shinichi Shirai         | 1983 "Saber Tiger I" (Demo) 1983 "Final Concert" (Demo)                                                                          |
| 4       | 1983,4  | Takayuki Takizawa (c/ baixo) | Akihito Kinoshita | —                | —                     | Masafumi Minato         | |
| 5       | 1984,1  | Takayuki Takizawa (c/ baixo) | Akihito Kinoshita | Hidetoshi Takeda | —                     | Masafumi Minato         | 1984 "Saber Tiger II" (Demo) |
| 6       | —       | Takayuki Takizawa (c/ baixo) | Akihito Kinoshita | —                | —                     | Masafumi Minato         | |
| 7       | —       | Takayuki Takizawa            | Akihito Kinoshita | Akira Mogi       | Fumiaki Sato          | Shinichi Shirai         | |
| 8       | —       | Takayuki Takizawa (c/ baixo) | Akihito Kinoshita | Akira Mogi       | —                     | Masafumi Minato         | |
| 9       | —       | Hiroyuki Yamaguchi           | Akihito Kinoshita | —                | Fumiaki Sato          | Masafumi Minato         | 1985 "Saber Tiger III" (Demo) 1985 "Saber Tiger IV: Maboroshi & Tusk" (Demo)                                                     |
| —       | —       | Hiroyuki Yamaguchi           | Akihito Kinoshita | —                | Kanba (Apoio)         | Hiroyuki Sugano         | |
| 10      | —       | Hiroyuki Yamaguchi           | Akihito Kinoshita | —                | Takayuki Takizawa     | Hiroyuki Sugano         | |
| 11      | —       | Takayuki Takizawa (c/ baixo) | Akihito Kinoshita | —                | —                     | Hiroyuki Sugano         | |
| 12      | —       | Yasuo Sasai                  | Akihito Kinoshita | —                | Takayuki Takizawa     | Hiroyuki Sugano         | |
| 13      | 1986,1  | Takayuki Takizawa (c/ baixo) | Akihito Kinoshita | —                | —                     | Hiroyuki Sugano         | 1986 "Rise" (EP) 1986 "Saber Tiger V" (Demo) 1987 "Rise" (Demo)                                                                  |
| —       | 1986,4  | Takayuki Takizawa (c/ baixo) | Akihito Kinoshita | —                | —                     | Sasaki (apoio)          | |
| —       | —       | Takayuki Takizawa (c/ baixo) | Akihito Kinoshita | —                | —                     | Tsuda (apoio)           | |
| —       | —       | Takayuki Takizawa (c/ baixo) | Akihito Kinoshita | —                | —                     | Tsuji (apoio)           | |
| 14      | 1986,10 | Takayuki Takizawa (c/ baixo) | Akihito Kinoshita | —                | —                     | Masafumi Minato         | 1987 "Crush & Dush" (EP) |
| 15      | 1987,1  | Yasuo Sasai                  | Akihito Kinoshita | —                | Yuichi Hayase         | Yuichi Sugiyama         | |
| 16      | —       | Takayuki Takizawa            | Akihito Kinoshita | —                | Yuichi Hayase         | Yuichi Sugiyama         | |
| 17      | —       | Yasuo Sasai                  | Akihito Kinoshita | —                | Yuichi Hayase         | Yuichi Sugiyama         | |
| 18      | —       | Youichi Koizumi              | Akihito Kinoshita | —                | Yuichi Hayase         | Yuichi Sugiyama         | |
| 19      | —       | Youichi Koizumi              | Akihito Kinoshita | —                | Tomohiro Sanpei       | Yuichi Sugiyama         | |
| 20      | 1988,1  | Hiroyuki Yamaguchi           | Akihito Kinoshita | —                | Tomohiro Sanpei       | Yuichi Sugiyama         | 1988 "Saber Tiger VII" (Demo) 1989 "Live Li-Hood" (Demo)                                                                         |
| 21      | 1989,5  | Hiroyuki Yamaguchi           | Akihito Kinoshita | —                | Takashi Yamazumi      | Yuichi Sugiyama         | |
| 22      | —       | Toru Watanabe                | Akihito Kinoshita | —                | Takashi Yamazumi      | Yuichi Sugiyama         | 1990 "Saber Tiger VIII" (Demo)                                                                                                   |
| 23      | 1990,10 | Toru Watanabe                | Akihito Kinoshita | Yasuharu Tanaka  | Takashi Yamazumi      | Nobuyuki Kodera         | |
| 24      | 1991,1  | Yoko Kubota                  | Akihito Kinoshita | Yasuharu Tanaka  | Takashi Yamazumi      | Akihiro Iiyama          | 1992 "Invasion" (1º álbum) |
| 25      | 1993,10 | Yoko Kubota                  | Akihito Kinoshita | Yasuharu Tanaka  | Takashi Yamazumi      | Yoshio Isoda            | 1994 "Agitation" (2º álbum) 1995 "Timystery" (3º álbum)                                                                          |
| —       | 1996    | Ron Keel (apoio)             | Akihito Kinoshita | —                | Naoto Shibata (apoio) | Hirotsugu Homma (apoio) | 1997 "Project One" (4º álbum) |
| 26      | 1997,4  | Takenori Shimoyama           | Akihito Kinoshita | —                | Tomohiro Sanpei       | Yoshio Isoda            | 1998 "Brain Drain" (5º álbum) 1998 "Paragraph 3 - Museum" (coletânea)                                                            |
| 27      | 2000,4  | Takenori Shimoyama           | Akihito Kinoshita | —                | Satoru Takeuchi       | Yoshio Isoda            | 2001 "Saber Tiger" (6º álbum) 2001 "Eternal Loop" (single) 2002 "F.U.S.E." (7º álbum) 2003 "Live 2002 Nostalgia" (ao vivo / DVD) |
| —       | 2002,10 | —                            | Akihito Kinoshita | —                | —                     | —                       | |
| 28      | 2004,7  | Masato Suzuki                | Akihito Kinoshita | —                | Tomohiro Sanpei       | Hideaki Yumita          | 2005 "Indignation" (8º álbum) |
| —       | 2005,3  | Angel (apoio)                | Akihito Kinoshita | —                | Tomohiro Sanpei       | Hideaki Yumita          | |
| 29      | 2008,1  | Sakebi                       | Akihito Kinoshita | —                | Tomohiro Sanpei       | Hideaki Yumita          | |
| 30      | 2008,8  | Sakebi                       | Akihito Kinoshita | —                | Tomohiro Sanpei       | Masayuki Suzuki         | |
| —       | 2009,7  | —                            | Akihito Kinoshita | —                | —                     | —                       | |
| 31      | 2009,12 | Takenori Shimoyama           | Akihito Kinoshita | Yasuharu Tanaka  | Tomohiro Sanpei       | Yasuhiro Mizuno         | |
| 32      | 2010,12 | Takenori Shimoyama           | Akihito Kinoshita | Yasuharu Tanaka  | Takanobu Kimoto       | Yasuhiro Mizuno         | 2011 "Decisive" (9º álbum) 2011 "Paragraph IV" (coletânea) 2012 "Messiah Complex" (10º álbum)                                    |

## Discografia

### Álbuns de estúdio
- Invasion (1992)
- Agitation (1994)
- Timystery (1995)
- Project One (1997)
- Brain Drain (1998)
- Saber Tiger (2001)
- F.U.S.E. (2002)
- Indignation (2005)
- Decisive (2011)
- Messiah Complex (2012)
- Bystander Effect (2015)
- Obscure Diversity (2018)

### EPs
- Rise (1986)
- Crush & Dush (1987)
- Eternal Loop (2001)
- Hate Crime (2012)

### Álbuns Ao Vivo
- Live 2002 Nostalgia (2003)

### Coletâneas
- Paragraph (1991)
- Paragraph 2 (1994)
- Paragraph 3 - Museum (1998)
- The History of the New World (2001)
- Paragraph IV (2011)
- Halos and Glare - The Complete Trilogy (2018)
- Halos and Glare - Highlight Edition (2018)

### Singles
- "Eternal Loop" (2001)
- "Hate Crime" (2012)

### Videoclipes
- "Angel Of Wrath" (2011)
- "Misery" (2011)

### Demos
- "Saber Tiger I" (1983)
- "Final Concert" (1983)
- "Saber Tiger II" (1984)
- "Saber Tiger III" (1985)
- "Saber Tiger IV: Maboroshi & Tusk" (1985)
- "Saber Tiger V" (1986)
- "Rise" (1987)
- "Saber Tiger VI" (1988)
- "Saber Tiger VII" (1988)
- "Live Li-Hood" (1989)
- "Saber Tiger VIII" (1990)
- "Live-Studio-Live" (1992)
- "Demo '99" (1999)
- "Demo '99-2" (1999)

### DVDs
- Live 2002 Nostalgia (2003)
- Live: Halos and Glare [DVD+2CD] (2018)